# Делавен (містечко, Вісконсин)
Делавен (англ. Delavan) — місто (англ. town) в США, в окрузі Волворт штату Вісконсин. Населення — 5273 особи (2020).

## Демографія
Згідно з переписом 2010 року, у місті мешкало 5285 осіб у 2156 домогосподарствах у складі 1435 родин. Було 3838 помешкань
Расовий склад населення:
| - 91,9 % — білих - 0,7 % — чорних або афроамериканців - 0,6 % — азіатів - 0,4 % — корінних американців - 0,1 % — вихідців з тихоокеанських островів - 4,8 % — осіб інших рас |

До двох чи більше рас належало 1,5 %. Частка іспаномовних становила 11,1 % від усіх жителів.
За віковим діапазоном населення розподілялося таким чином: 23,1 % — особи молодші 18 років, 58,9 % — особи у віці 18—64 років, 18,0 % — особи у віці 65 років та старші. Медіана віку мешканця становила 43,6 року. На 100 осіб жіночої статі у місті припадало 101,1 чоловіків;  на 100 жінок у віці від 18 років та старших — 97,1 чоловіків також старших 18 років.
Середній дохід на одне домашнє господарство  становив 82 998 доларів США (медіана — 60 625), а середній дохід на одну сім'ю — 98 517 доларів (медіана — 80 764). Медіана доходів становила 48 171 долар для чоловіків та 41 523 долари для жінок. За межею бідності перебувало 5,4 % осіб, у тому числі 1,4 % дітей у віці до 18 років та 8,7 % осіб у віці 65 років та старших.
Цивільне працевлаштоване населення становило 2546 осіб. Основні галузі зайнятості: виробництво — 27,3 %, освіта, охорона здоров'я та соціальна допомога — 17,8 %, роздрібна торгівля — 11,2 %, будівництво — 9,3 %.